# NGC 3189
NGC 3189 este o interacțiune de galaxii situată în constelația Leul. A fost descoperită în 1850 de către William Parsons, 3rd Earl of Rosse⁠(d). Se află la o distanță de 22,18 de megaparseci de Pământ.